# Álvaro Almeida
Álvaro Fernando Santos Almeida (17 de novembro de 1964) é um professor universitário, deputado e político português. Ele é deputado à Assembleia da República na XIV legislatura pelo Partido Social Democrata.
É o Diretor do Mestrado em Gestão e Economia de Serviços de Saúde e Professor Associado na Faculdade de Economia da Universidade do Porto. Além disso, exerce a função de Diretor na Pós-Graduação em Gestão e Direção de Serviços de Saúde e atua como Professor na Porto Business School. Adicionalmente, ocupa o cargo de Vereador na Câmara Municipal do Porto. 